# Лопух большой
Лопух большо́й (лат. Arctium láppa), репейник, репей — вид многолетних травянистых растений из рода Лопух семейства Астровые.
Лопух большой относится к так называемым рудеральным (мусорным) растениям, растущим вблизи человеческого жилья — у дорог, в огородах, на лугах, в полях.

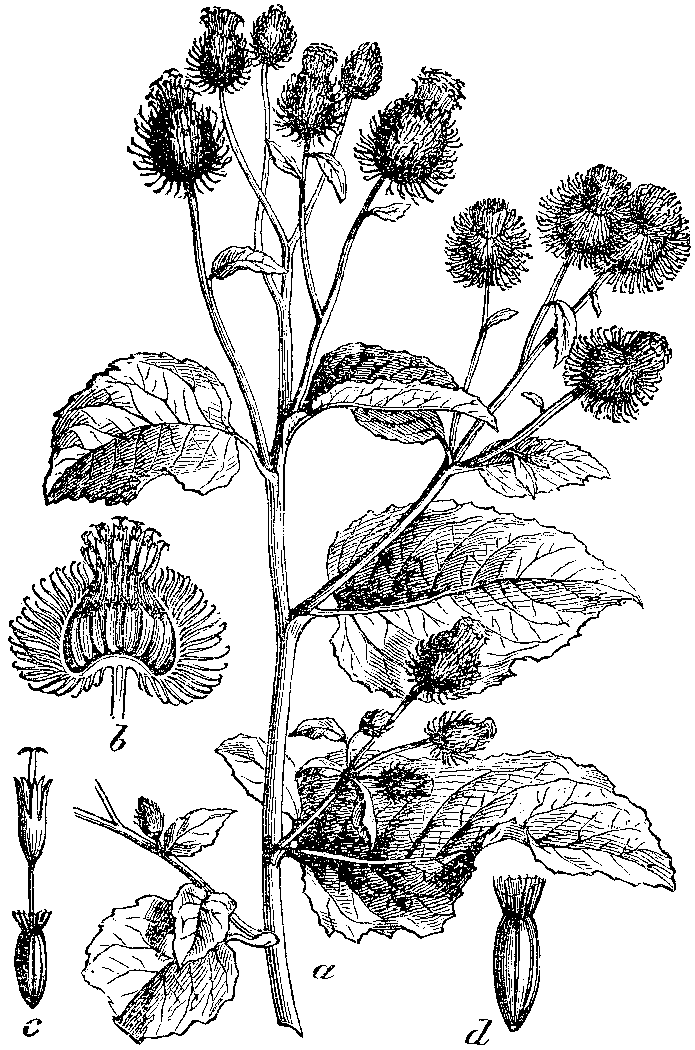
Ботаническая иллюстрация из книги Naše škodljive rastline, 1892

## Ботаническое описание
Крупное многолетнее или двулетнее травянистое растение, высотой 60—120 см (иногда до трёх метров). Всё растение сильно опушено, особенно корзинки.
Корень толстый стержневой веретеновидный, длиной до 60 см.
Стебель прямостоячий, мощный продольно бороздчатый, нередко красновато окрашенный; ветви многочисленные, прямостояще оттопыренные, покрытые сосочковидными волосками с примесью желёзок, паутинисто опушённые.
Листья очень крупные, черешчатые, сердцевидные или широкосердцевидно-яйцевидные, расставленно выемчато-зубчатые или цельнокрайные, с верхней стороны зелёные почти голые, с редкими короткими волосками, снизу серовато-войлочноопушённые, с рассеянными желтоватыми желёзками. Прикорневые листья до 50 см длиной, на гранистых выполненных черешках, свыше 30 см длиной; стеблевые листья довольно быстро уменьшающиеся, самые верхние при основании слабо сердцевидные.

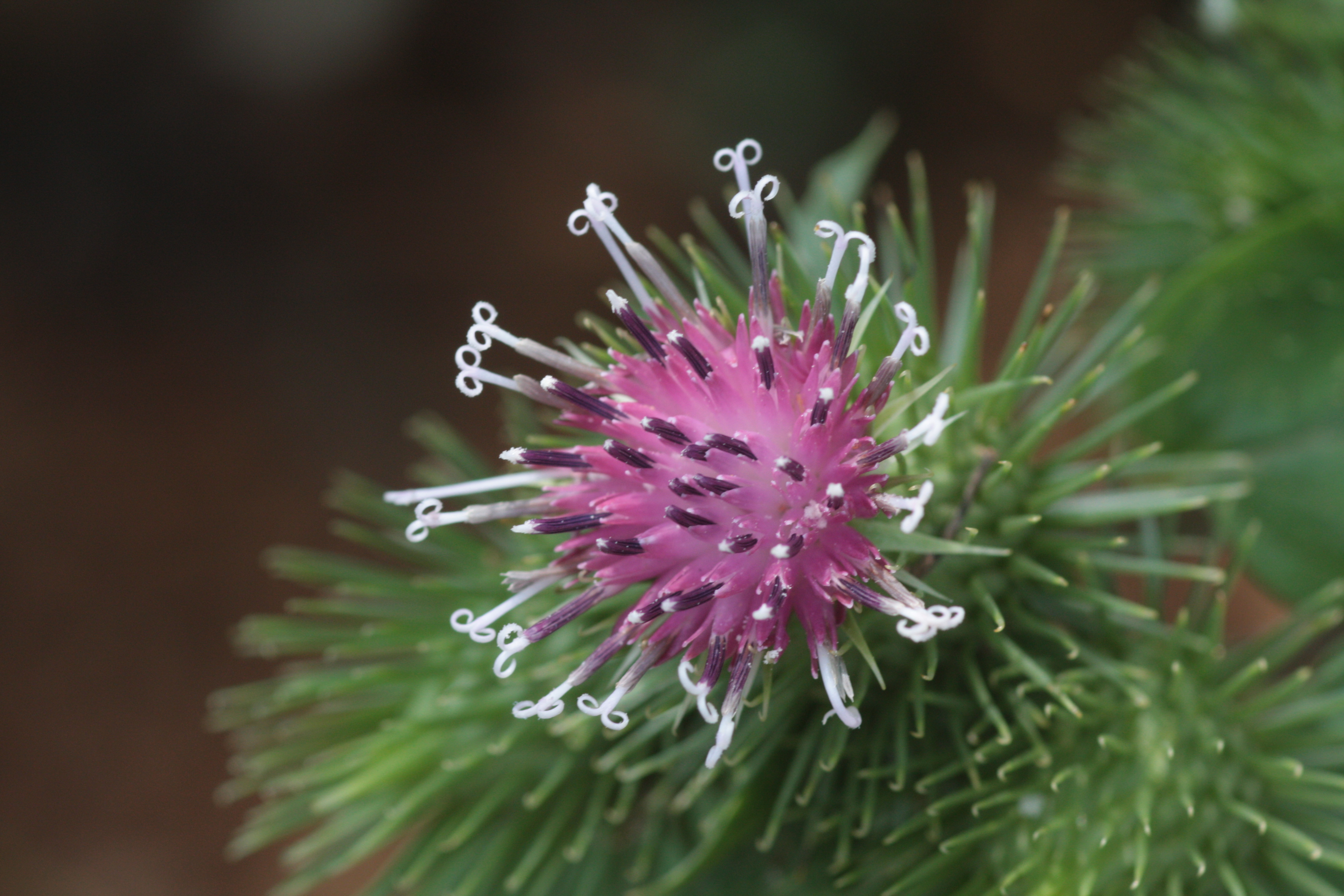
Соцветие лопуха большого крупным планом

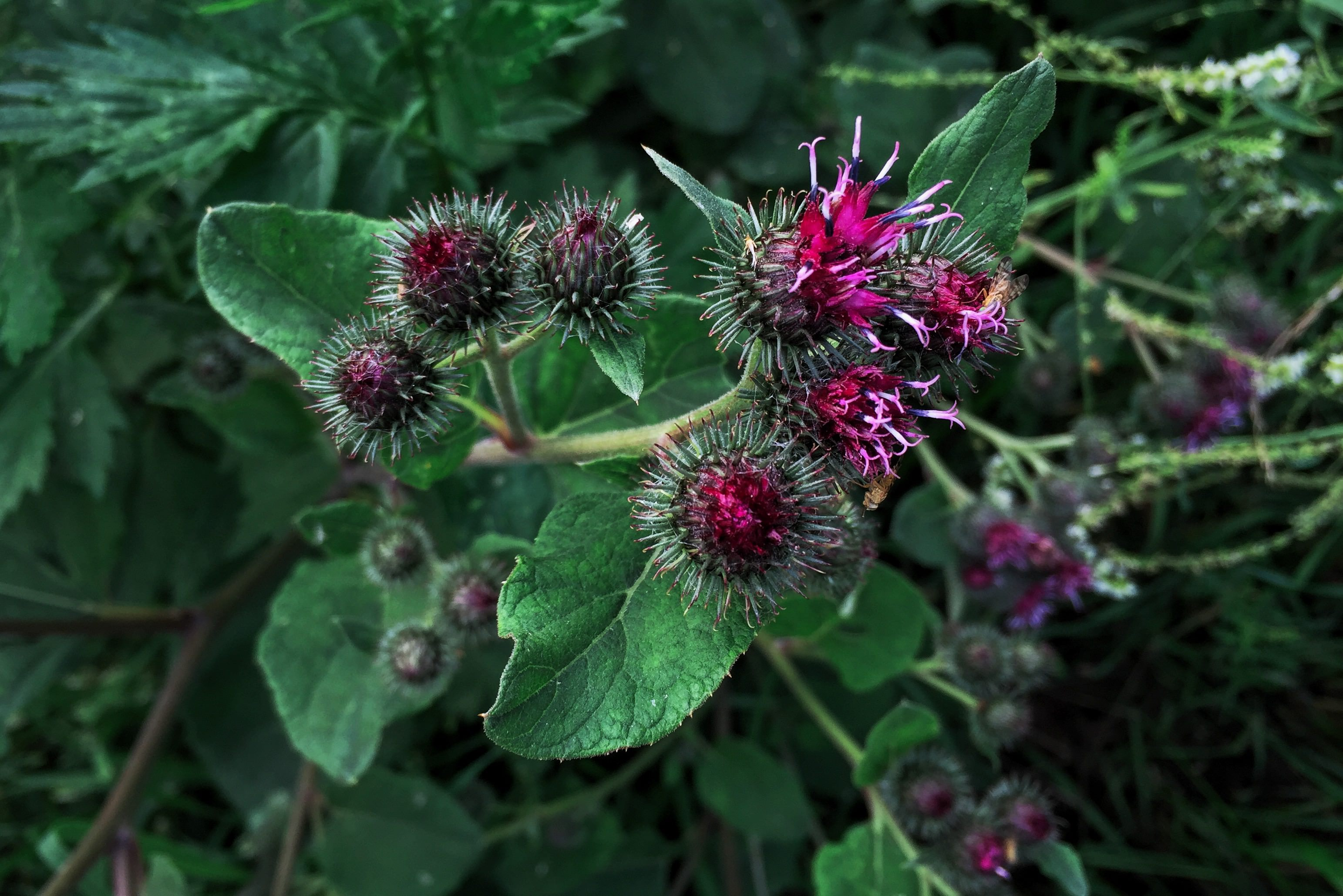
Лопух большой в Москве в долине реки Яузы

Цветки трубчатые, в тёмно-пурпурных рыхлых щитковидно-кистевидно расположенных крупных шаровидных корзинках, иногда на цветоносах до 10 и более см длиной, находятся почти на одинаковой высоте на концах ветвей. Цветёт в июне—июле.
Листочки обёртки голые или слегка паутинистые; нижние листочки ланцетные, килеватые, 1—1,5 мм шириной, по краю слабо реснитчато-зубчатые, переходящие в узкое линейно-ланцетное, отстоящее остроконечие, заканчивающееся крючком; средние — прижато опушённые; внутренние листочки ланцетовидные зелёные, иногда пурпуровые, опушённые короткими волосками, постепенно заострённые, на верхушке со слабым крючком, одинаковой длины или длиннее цветков.
Венчик пурпурно-красный, внезапно суженный в трубку 5—6 мм длиной, при длине отгиба 4—5 мм, на долю лопастей приходится 1,5—2 мм. Верхний придаток пыльников 0,2 мм длиной, суженный и приостренный, нижний 0,75 мм, простой или двураздельный.
Плоды — семянки 6—6,5 мм длиной и 2,5—2,75 мм шириной, узко-обратнояйцевидные, с узкой площадкой прикрепления. Место прикрепления хохолка окружено четырьмя—шестью бугорками. Семянки продольно ребристые, с поперечной морщинистостью у верхнего и меньшей у нижнего конца, серо-коричневые, с зигзагообразным тёмно-коричневым или почти чёрным рисунком. Хохолок 3—3,5 мм длиной.
К лопуху большому морфологически близок лопух войлочный, или шерстистый (Arctium tomentosum Mill.), отличающийся более или менее паутинисто-пушистым стеблем, под корзинками — железисто-волосистым.

## Распространение и экология

Колючка под микроскопом

Встречается в умеренном климате Старого Света, от Скандинавии до Средиземноморья, и от Британских островов через Россию и Ближний Восток до Китая и Японии, включая Индию. Занесён в Северную и Южную Америку.
В России — почти повсюду в европейской части, на части Западной Сибири, на юге Дальнего Востока (включая Сахалин).
Обычно произрастает на мусорных, заброшенных и нарушенных территориях, богатых азотом. Растёт по берегам рек и ручьёв, изредка в посевах.

## Химический состав
В химическом составе корней лопуха имеются протеины, дубильные и горькие вещества, жирные и эфирные масла, слизи, пальмитиновая и стеариновая кислоты, полисахарид инулин, ситостерин и стигмастерин. Настои и отвары из корня лопуха большого используются внутрь как мочегонное, потогонное и желчегонное средство. Корень лопуха нередко попадает в комплексные сборы для больных подагрой и обменными артритами, он эффективен при язвенной болезни желудка, заболеваниях печени, геморрое, мочекаменной болезни, оказывает жаропонижающее действие.
Помимо этого в листьях лопуха большого присутствуют дубильные вещества, слизи и эфирное масло. В семенах — гликозид арктин, жирное масло.

## Значение и применение
Растение вдохновило швейцарского инженера Жоржа де Местраля на создание текстильной застёжки.
Медоносное растение. 

### В медицине

Репейное масло

Лопух большой — одно из широко применяемых в народной медицине растений. В большей степени используют корни, реже листья и плоды. Корни содержат эфирное масло, инулин, жирные кислоты, ситостерин и стигмастерин. В семенах найдены лигнановые гликозиды (арктиин). Настои листьев применяют при болезнях почек и жёлчного пузыря, болях в суставах, расстройствах кишечника (запорах), сахарном диабете. Свежие листья используют как жаропонижающее средство, при ревматизме, мастопатии и для заживления ран. Корни применяют в народной медицине в форме настоев, отваров, настоек при ревматизме, подагре как диуретическое и потогонное средство, наружно — при экземах, фурункулёзе.
Есть сведения, что препараты лопуха эффективны при лечении злокачественных новообразований. У лигнанового агликона арктигенина в эксперименте выявлена противоопухолевая активность.
Лекарственное сырьё — корни под аптечным названием лат. Radix Bardanae, его заготовляют осенью от растений первого года жизни.

### В кулинарии

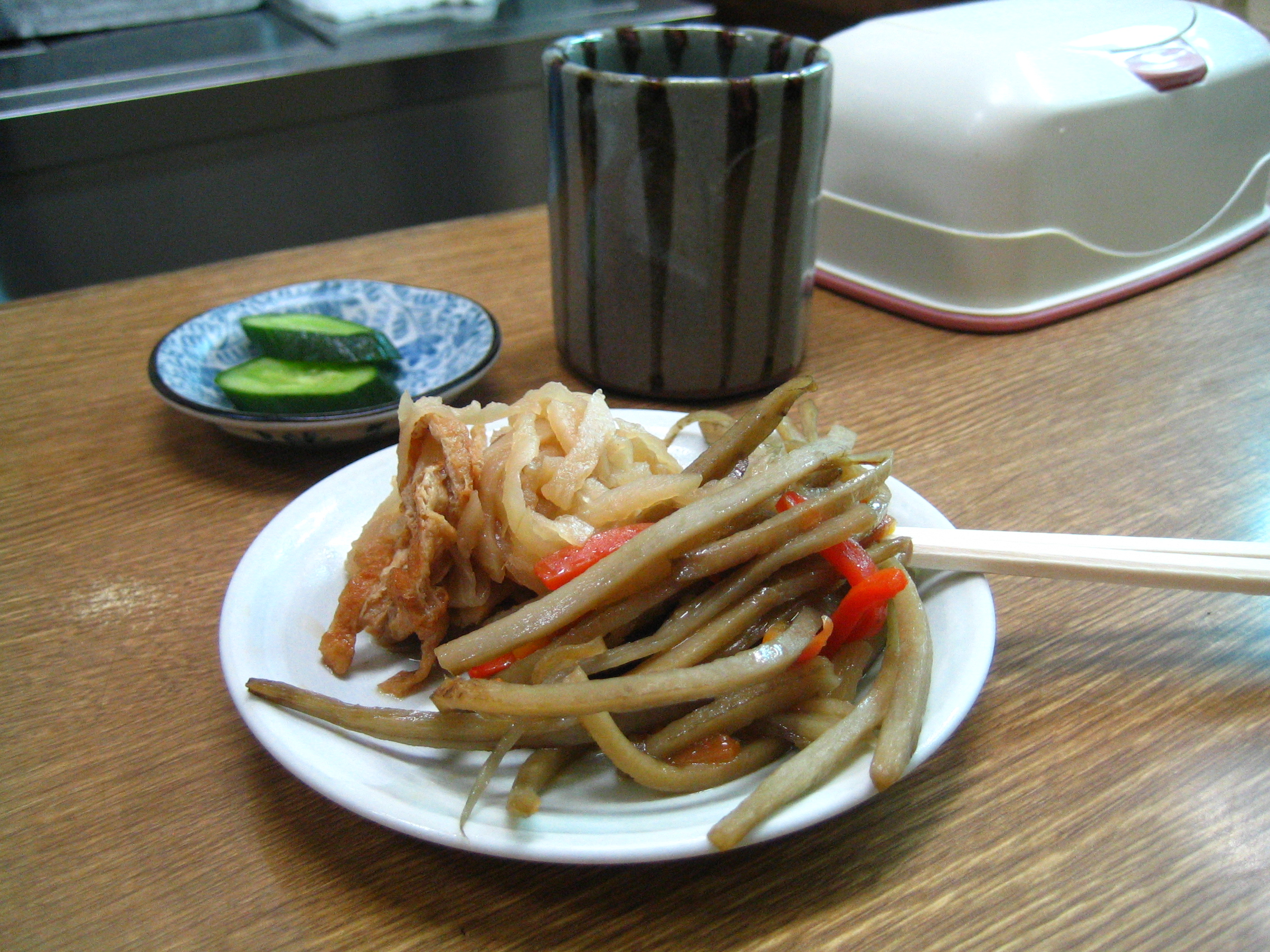
Популярная японская закуска из корня лопуха, тушённого методом кимпира с морковью, поданная с варёным вяленым дайконом

С древних времён лопух использовался как овощ. Широко используется в Японии, где носит название «гобо» (яп. 牛蒡 или яп. ゴボウ) и является главным компонентом блюда «кимпира гобо», Корее (кор. 우엉), Италии (итал. cardone), Бразилии и Португалии («бардана»). В пищу употребляются в первую очередь корни, ради которых растение культивируется. Корни обладают нежным, сладковатым вкусом из-за присутствия в них инулина, а также мягким землистым привкусом, весьма ценимым в японской кухне за хорошую сочетаемость с популярным в ней густым и жирным свиным бульоном тондзиру. В Великобритании отвар из корня лопуха (вместе с аналогичным отваром корня одуванчика) используется как основа для традиционного безалкогольного напитка «en:Dandelion and burdock».
Мука из высушенных корней смешанная с двойным количеством ржаной или пшеничной муки может использоваться для выпечки хлеба.
Также в пищу употребляются побеги и стебли до начала цветения, по вкусу напоминающие артишок, родственником которого репейник является.
Однолетние корни дают хороший суррогат кофе.

### В технике и промышленности
Масло репейника используется в качестве смазки и демпфирующей жидкости в точных гироскопических приборах. Это масло пригодно для мыловарения и изготовления олифы.
Из стеблей получают грубое волокно, из отходов после получения волокна — обёрточную бумагу.

### Кормовое значение
В свежем виде сельскохозяйственными животными почти не поедается. Пригоден в корм кроликам. При скармливании 600 г в сутки поедаемость корма составила 76 %. Семянки охотно поедаются домашней птицей, которая предпочитает их вместо семян подсолнечника и конопли. Отмечено поедание сурком (Marmota).
Растение пригодно для силосования. Готовый силос содержит свыше 17 % растворимых углеводов. В процессе силосования теряется минимальное количество питательных веществ. Кормление молочного скота увеличивает удои молока.

## Классификация

### Таксономия[14]
Arctium lappa L., 1753, Sp. Pl. : 816
Вид Лопух большой относится к роду Лопух  семействa Астровые (Asteraceae) порядка Астроцветные (Asterales). Кладограмма в соответствии с Системой APG IV:
|  |                                      |  |                                   |                                   |                    |  | ещё 10 семейств | ещё 10 семейств |               |  |                        |  | еще 52 подтвержденных и 47 в статусе "непроверенных" видов и инфравидовых таксонов | еще 52 подтвержденных и 47 в статусе "непроверенных" видов и инфравидовых таксонов |  |
|  |                                      |  |                                   |                                   |                    |  | ещё 10 семейств | ещё 10 семейств |               |  |                        |  | еще 52 подтвержденных и 47 в статусе "непроверенных" видов и инфравидовых таксонов | еще 52 подтвержденных и 47 в статусе "непроверенных" видов и инфравидовых таксонов |  |
|  |                                      |  |                                   | порядок Астроцветные              |                    |  |                 |                 | род Лопух     |  |                        |  |                                                                                    |                                                                                    |  |
|  |                                      |  |                                   | порядок Астроцветные              |                    |  |                 |                 | род Лопух     |  | 4 инфравидовых таксона |  |                                                                                    |                                                                                    |  |
|  | отдел Цветковые, или Покрытосеменные |  |                                   |                                   | семейство Астровые |  |                 |                 | Лопух большой |  |                        |  |                                                                                    |                                                                                    |  |
|  | отдел Цветковые, или Покрытосеменные |  |                                   |                                   |                    |  |                 |                 |               |  |                        |  |                                                                                    |                                                                                    |  |
|  |                                      |  | ещё 63 порядка цветковых растений | ещё 63 порядка цветковых растений |                    |  |                 | ещё 1804 рода   | ещё 1804 рода |  |                        |  |                                                                                    |                                                                                    |  |
|  |                                      |  |                                   | ещё 63 порядка цветковых растений |                    |  |                 |                 | ещё 1804 рода |  |                        |  |                                                                                    |                                                                                    |  |

### Инфравидовые таксоны
- Arctium lappa subsp. platylepis (Boiss. & Balansa) Arènes
- Arctium lappa var. minus  (Bernh.) A.Gray  (по состоянию на декабрь 2022г. в статусе неподтвержденного)
- Arctium lappa var. purpurascens  Fernald & Wiegand (по состоянию на декабрь 2022г. в статусе неподтвержденного)
- Arctium lappa var. vulgare  (Hill) Farw. (по состоянию на декабрь 2022г. в статусе неподтвержденного)

### Синонимы
- Arcion majus  Bubani
- Arcion tomentosum  Bubani
- Arctium adhaerens  Gilib.
- Arctium bardana  Willd.
- Arctium chaorum  Klokov
- Arctium grandiflorum  Desf.
- Arctium lappa  Willd.
- Arctium lappa subsp. lappa
- Arctium lappa subsp. majus  (Gaertn.) Arènes
- Arctium lappa var. lappa
- Arctium majus  Bernh.
- Arctium minus subsp. nemorosum  (Lej.) Syme
- Arctium ruderale  Salisb.
- Arctium vulgare  (Hill) Evans
- Arctium vulgare  Druce
- Bardana arctium  Hill
- Bardana lappa  Hill
- Lappa arctium  Hill
- Lappa glabra  Lam.
- Lappa major  Gaertn.
- Lappa nemorosa  Körn. ex Griewank
- Lappa officinalis  All.
- Lappa vulgaris  Hill
- Lappa vulgaris var. vulgaris